# 阿留申群島戰役
阿留申群島戰役（日语：アリューシャン方面の戦い/アリューシャンほうめんのたたかい；英语：Aleutian Islands campaign）是第二次世界大戰太平洋戰爭中於1942年6月3日開始在阿拉斯加中的阿留申群島進行的戰鬥，一支小規模的日軍佔領了群島上的阿圖島和基斯卡島，但群島地處偏遠和惡劣的天氣和地形讓美軍部隊在1年後才重新佔領當地。這些島嶼的戰略價值是能夠控制太平洋上的大環球路線，這一控制了太平洋上運輸路線的戰略是威廉·米切爾將軍在1935年向國會提出：“我相信在未來，誰擁有阿拉斯加的即擁有世界，我覺得這處是在世界上最重要的戰略地區。”日本控制阿留申群島的理由是防止美軍可能進行橫跨北太平洋的攻擊。同樣，美軍擔心這些島嶼將被作為基地，用以開展對美國西岸的空中襲擊。 
該戰役被稱為“被遺忘的戰役”，原因是被同時期的瓜達爾卡納爾島戰役所掩蓋，過去大多數西方軍事史學家認為它是一場牽制性的攻擊或在中途島戰役中的佯攻，意在吸引了來自珍珠港的美國太平洋艦隊而同時實施的行動，並由山本五十六同時指揮。然而歷史學家喬納森·帕歇爾和安東尼·塔利作出了對這種說法的解釋，指出日本侵略阿留申群島的北翼，是保護他們的帝國，並沒有打算將它作為一個分散注意力的行動。

## 日軍的進攻
早在日本參戰前大日本帝國海軍已經收集了阿留申群島的詳細資料，不過對當地的軍事實力進展一無所知。

### 荷蘭港戰役

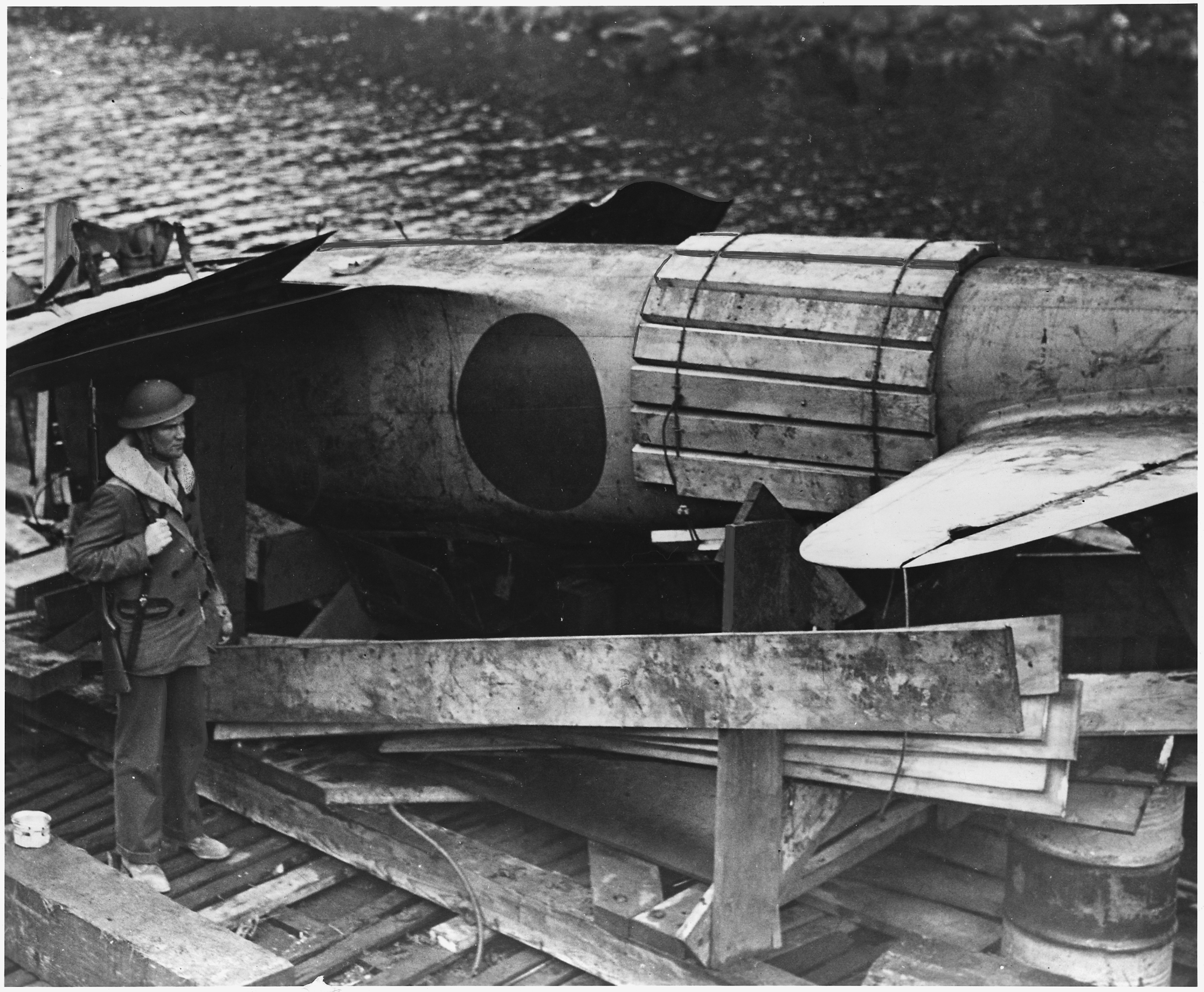
1942年8月8日拍攝於6月初在荷蘭港被擊落的日軍戰鬥機，已被裝船等待運往美國

1942年6月3日日軍從“隼鷹號”及“龍驤號航空母艦”出動凱特（97式艦上攻擊機）轟炸機襲擊了烏納拉斯卡島上的荷蘭港，在惡劣天氣中只有一半的飛機發現了目標及只造成輕微的破壞。
日軍分別在1942年6月6日及6月7日入侵基斯卡島和阿圖島，只遇到來自當地阿留申人的輕微抵抗，當地島嶼的許多居民在入侵前已被強行疏散和入住阿拉斯加狹地中的難民營。

## 盟軍的回應
1942年8月美國在埃達克島建立了一個空軍基地並開始轟炸基斯卡島上的日軍陣地。

### 科曼多爾群島戰役
一支美國海軍巡洋艦／驅逐艦部隊在查爾斯·麥莫里斯少將的指揮下被派往阻截日本運輸艦隊，經過“科曼多爾群島戰役”的重大海戰，日本放棄嘗試使用水面艦艇對阿留申駐軍進行補給，從那時起日軍只使用潛艇進行補給。

### 阿圖島戰役
1943年5月11日收復阿圖島的行動展開，登陆部隊中包括1隊從阿拉斯加領土上招募來的斥候，被稱為卡斯特納的兇手，由於缺少登陸艇、不適合的海灘和在惡劣的天氣下裝備無法被使用而令部隊很難將士兵運送上岸對抗日軍，許多士兵因為必需的物資無法被送上岸被凍傷或他們已登陸上岸，但不能被送到有需要的地方，因為車輛在苔原上無法行駛。日軍在司令山崎保代大佐的指揮下沒有對登陸作出反擊，而是在遠離海岸的高地上挖壕固守。這引起血腥的戰鬥：美軍有3,929人傷亡：其中580人死亡、1,148人受傷；1,200人有嚴重凍傷、614死於疾病，另外318人死於其它原因，多半是死於日軍的誘殺裝置和友軍錯誤射擊。

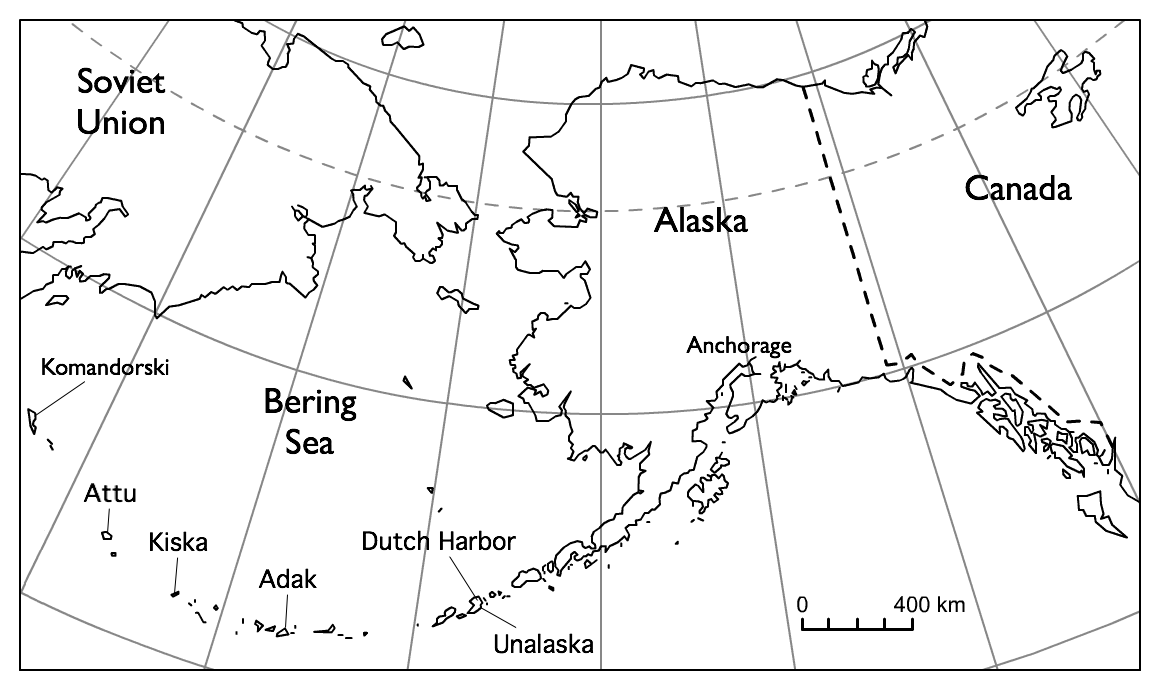

5月29日最後1批日軍實施太平洋戰爭中最大規模的一次玉碎，對馬薩克湾發動突然襲擊。行動由山崎上校率領，侵入美軍防線並令到美軍後方梯隊單位感到震驚，經過激烈、殘酷及频繁的肉搏戰，日軍幾乎全部战死：只有28名士兵被俘，其中沒有1人是軍官級別。美軍埋葬隊伍計算日軍共有2,351人死亡，但他們认为在戰鬥的炮轟過程中有數百人被掩埋。

### 基斯卡島
1943年8月15日為數34,426人的盟軍部隊在基斯卡島登陸，卡斯特納的兇手是該部隊的一部分，但登陆部隊的單位主要來自第7步兵師，登陆部隊還包括約5,300名加拿大軍。加拿大軍主要來自加拿大第6步兵師中的加拿大第13步兵旅，加拿大軍還包括加拿大人組成第1特別服務隊，該部隊也被稱為“魔鬼旅”。
但登陸部隊卻發現日本棄守了該島，在濃霧掩護下日軍趁盟軍沒有注意到在7月28日撤出其部隊，而美國陸軍航空軍對已放弃的陣地轟炸了將近3個星期。在撤退前1天，美國海軍的艦隻在西面80英里進行了沒有結論及可能毫無意義的點子戰役。
儘管日軍在入侵基斯卡島的行動發起前已被撤出，但盟軍在行動中仍有313人傷亡。所有這些傷亡是由友軍錯誤射擊、日軍的誘殺裝置、疾病或凍傷導致的，正如在阿圖島的情況一樣，基斯卡島的環境惡劣。

## 結果
雖然制定了攻擊日本北部的計劃，但盟軍並沒有執行。盟軍飛機在戰爭結束前對千島群島飛行超過1,500多架次，包括日軍在幌筵島的基地，牽制了500架日本飛機和41,000名地面部隊。
這場戰爭也標誌著加拿大在第二次世界大戰中首次派出義務兵到達戰區。雖然政府已承諾不派遣男性到海外服役，但事實上，阿留申群島位於北美迫使政府部署它們到當地。在該旅被派往阿留申群島前有一些士兵開小差。在1944年年底，政府改變了政策，並派出了16,000名應徵役男士到歐洲參加戰鬥。
這場戰役還標誌著第1特別服務隊的第1次戰鬥部署，但他們也沒有經歷任何戰鬥。

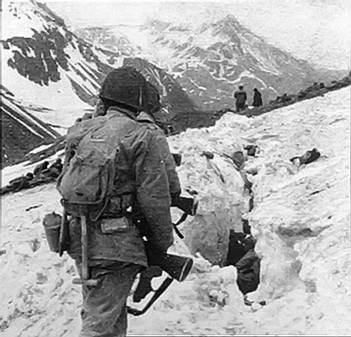
1943年5月，美軍在阿圖島戰役中在冰雪上順利通過

## 退伍軍人
2006年的紀錄片“紅白黑藍”是描述兩名參加過阿圖島戰役的老兵，比爾·瓊斯和安迪·佩特魯斯。這是由湯姆·普特南做導演和在在2006年8月4日於瑞士洛迦諾的2006年洛迦諾國際電影節首次亮相。
達許·漢密特在第二次世界大戰中的大部分時間作為陸軍中士留在阿留申群島，在那裡編輯一份陸軍報紙，他後因肺氣腫而被送離戰場 。在1943年，他身為一名下士，與羅伯特·科洛德尼上士一起在步兵情報主任亨利·霍爾少校指導下參與撰寫“阿留申群島戰役的下士”一書。

## 在行動中的陣亡人員
在戰役期間，在阿圖島建立了兩個墓地埋葬在那裡行動中喪生的士兵：位於吉爾伯特山脊下的小瀑布公墓和埋葬北部登陸部隊的霍爾茨灣公墓。戰爭結束後，凍結的苔原開始幅蓋墓地，所以在1946年所有美軍士兵的遺體遷至根據士兵家人指示的地方或安克雷奇附近的理查森堡。1946年5月30日，由阿代爾上尉在墓地進行了一次亡兵紀念日演說與射擊隊致敬和“軍樂”演奏，裝飾墳墓的工作由牧師米尼和因斯科負責。

### 附錄
1. 1 2  Cloe, Aleutian Warriors, p. 321.
2. ↑  Cloe, Aleutian Warriors, p. 321–322.
3. ↑  .   [2010-06-19]. （原始内容存档于2021-03-22）.
4. ↑  Cloe, Aleutian Warriors, p. 322–323.
5. ↑  Parshall, Jonathan; Anthony Tully. . Potomac Books. 2005. ISBN 978-1574889246.
6. ↑  Stacey, C. P.; Canada. Dept. of National Defence. General Staff. . Ottawa: E. Cloutier, King's Printer. 1948. OCLC 2144853.
7. ↑  .   [2010-02-05]. （原始内容存档于2010-01-21）.

### 書籍
- Cloe, John Haile. . Missoula, Montana: Pictorial Histories Publishing Co. and Anchorage Chapter – Air Force Association. 1990. ISBN 0929521358. OCLC 25370916.
- Dickrell, Jeff. . Missoula, Montana: Pictorial Histories Publishing Co., Inc. 2001. ISBN 1575100924. OCLC 50242148.
- Feinberg, Leonard. . Pilgrims' Process. 1992. ISBN 097106098-3. OCLC 57146667.
- Garfield, Brian. . Fairbanks: University of Alaska Press. 1995 [1969]. ISBN 0912006838. OCLC 33358488.
- Goldstein, Donald M.; Katherine V. Dillon. . Fayettville: University of Arkansas Press. 1992. ISBN 1557282420. OCLC 24912734.
- Hays, Otis. . University of Alaska Press. 2004. ISBN 188996364X.
- Lorelli, John A. . Annapolis: United States Naval Institute. 1984. ISBN 0870210939. OCLC 10824413.
- Morison, Samuel Eliot. . History of United States Naval Operations in World War II（英语：History of United States Naval Operations in World War II） 7. Champaign: University of Illinois Press. 2001 [1951]. ISBN 0316583057. OCLC 7288530.
- Parshall, Jonathan; Tully, Anthony. . Dulles, Virginia: Potomac Books. 2005. ISBN 1574889230. OCLC 60373935.
- Perras, Galen Roger. . Vancouver: University of British Columbia Press. 2003. ISBN 1591148367. OCLC 53015264.
- Urwin, Gregory J. W. . Bison Books. 2000. ISBN 080329557X.
- Wetterhahn, Ralph. . Da Capo Press. 2004. ISBN 0786713607.

- Zaloga, Steven J (2007). Japanese Tanks 1939–45. Osprey; ISBN  978-1-84603-091-8.

## 外部連結
- 美國海軍情報局. .   [2021-06-18]. （原始内容存档于2020-04-13）.
- MacGarrigle, George L. . World War II Campaign Brochures. United States Army Center of Military History.   [2010-06-19]. CMH Pub 72-6. （原始内容存档于2014-03-17）.
- Logistics Problems on Attu by Robert E. Burks.
- Aleutian Islands Chronology
- Aleutian Islands War （页面存档备份，存于）
- Red White Black & Blue – feature documentary about The Battle of Attu in the Aleutians during World War II
  - PBS Independent Lens presentation of Red White Black & Blue （页面存档备份，存于） – The Making Of and other resources
- Soldiers of the 184th Infantry, 7th ID in the Pacific, 1943–1945
- ”Attu: North American Battleground of World War II”, a National Park Service Teaching with Historic Places (TwHP) lesson plan （页面存档备份，存于）
- "Attu,Aleutian Islands, Alaska WW-II KIA